# Horisme xerophila
Horisme xerophila är en fjärilsart som beskrevs av Claude Herbulot 1988. Horisme xerophila ingår i släktet Horisme och familjen mätare. Inga underarter finns listade i Catalogue of Life.